# وادي الثوابية
وادي الثوابية، هي منطقة ريفية تمتاز بزراعة النخيل والفواكهة وجريان الماء على مدار السنة من أعلى (وادي قرن) ويوجد في أعلى الوادي سد الملك فهد بن عبدالعزيز ال سعود والتي تتدفق منه المياه على مدار السنة، كما يوجد به نباتات عطرية مثل الحبق والريحان والضيمران ونبات الحلفاء وغيرها من النبتات العطرية، كما تمتاز بإطلالتها على الجبال الهدا، علماً بانها يوجد بها معالم تاريخية وبيوت قديمة تعود الى حضارات قديمة كما يوجد بها قصر تاريخي تراثي يعود بنائه من عام ١١٠٠ هـ.
وتبعد عن ميقات قرن المنازل بوابة مكة. الشرقية قرابة الكيلو ونص متر.
وتمتاز بأفخر أنواع النخيل مثل: (التمر الصفري، التمر الهلاصي، ولبانة السيل، وتمر المشوك وغيرها من التمور المعروفة.

ويمتاز سد الملك فهد بن عبدالعزيز بالأسماك المختلفة وعند فيضانه تتكاثر في اطراف الوادي.
كما أنها وجهة سياحية لمملكتنا الحبيبة ويتوافدون لها السياح لجوها المعتدل الجميل كما اطلق عليها في الآونة الأخيرة بدلوعة الغيم والضباب.
كما ان قرية الثوابية تزخر بالنقوش والاثار لحضارات غابرة وحضارات إسلامية.